# ナイト・エア816便墜落事故
ナイト・エア816便墜落事故（ナイト・エア816びんついらくじこ）は、1995年5月24日にイギリスで発生した航空事故である。
リーズ・ブラッドフォード空港からアバディーン空港へ向かっていたナイト・エア816便（エンブラエル EMB-110P1）が制御不能に陥り墜落し、乗員乗客12人全員が死亡した。

## 飛行の詳細

### 事故機
事故機のエンブラエル EMB-110P1（G-OEAA）は1980年に製造され、同年3月にジャージー・ヨーロピアン航空へG-BHJYとして納入された。その後、複数の航空会社で運用され、1994年1月にイギリスのユーロエア・トランスポートへ売却された。事故時は、ユーロエア・トランスポートがナイト・エアにリースする形で運航されていた。
総飛行時間は15,348時間で、816便として運行される直前に整備を受けていた。

### 乗員
機長は49歳の男性で、1993年6月にEMB-110の副操縦士として雇われた。1994年12月から訓練を開始し、1995年4月に機長へ昇格した。総飛行時間は3,257時間で、EMB-110では1,026時間の飛行経験があった。
副操縦士は29歳の男性で、1995年4月にEMB-110の飛行資格を取得し、雇われた。総飛行時間は302時間で、EMB-110では46時間の飛行経験があった。

## 事故の経緯
816便はリーズ・ブラッドフォード空港からアバディーン空港へ向かう国内定期旅客便だった。事故当日のGMT9時頃、事故機はリーズ・ブラッドフォード空港へ着陸し、整備作業を受けた。事故当日の天候は悪く、予報によればRVRが1,100mで、地表から400フィート (120 m)地点に雲が点在しており、強風と雷雨の警報が発令されていた。
16時47分、816便は滑走路14から離陸し、方位を維持するよう指示された。16時48分40秒、方位50度まで左旋回をしながら上昇中に副操縦士は「ナイトウェイ816、人工水平儀に問題があるため戻りたい」と地上管制官へ伝えた。地上管制官は高度3,000フィート (910 m)、方位360度を維持するよう指示した。816便は方位300度まで左旋回し、その後約30度のバンク角で右旋回を行った。進入管制官へ無線を引き継いだ後、副操縦士は「直進しているか」と聞き、進入管制官は「右へ旋回していたが、今は南東へ直進している」と返答した。816便は指定高度よりも高い3,600フィート (1,100 m)まで上昇し、その後左へ急旋回し始めた。816便は25秒で2,900フィート (880 m)まで降下し、進入管制官のレーダーから消えた。急降下によって右主翼と水平安定板が脱落し、火災が発生した。複数の目撃者は機体が炎上しながら地面へ急降下したと証言した。事故機はノース・ヨークシャーダンケスウィックの畑に墜落した。

## 事故調査
イギリスの航空事故調査局（AAIB）が事故調査を行った。事故発生当初は激しい雷雨が墜落の原因だと推測されていた。

### 残骸の調査
事故機の残骸の分布から、機体が低高度で空中分解したことが判明した。一般的な空中分解事故よりも残骸は狭い範囲にあったが、右側の主翼と水平安定板、エンジンカウル、左右の昇降舵と補助翼が墜落前に脱落していた。また、機体右前方の非常口付近にプロペラによる切り傷があった他、一部の残骸には空中で燃えた跡が見られた。レーダーの記録から、816便は設計限度を超える速度で急降下した可能性が高いと考えられている。AAIBはこれによって、尾翼全体が振動し始めたが、完全に脱落はせず、昇降舵などの部分的な脱落が発生したと推測している。しかし、残骸の散乱状態と機体の損傷の両方を説明することは出来ず、816便がどのようにして空中分解したかは依然として不明である。

### FDRとCVR
事故機にはコックピットボイスレコーダー（CVR）とフライトデータレコーダー（FDR）の両方が搭載されていなかった。当時の規定では、最大重量が5,700 kgを超える航空機にはCVRとFDRのどちらか一方を搭載することが定められていた。EMB-110は最大重量が5,700 kgだったため、この規定は適用されなかった。また、1990年6月1日以降に耐空証明を受けた最大重量が5,700 kg以下のタービンエンジンを搭載した9人乗り以上の航空機にはCVRとFDRを搭載することが義務づけられていたが、事故機が耐空証明を受けたのは1980年4月だったためこの規定も適用されなかった。

### 姿勢指示器の故障

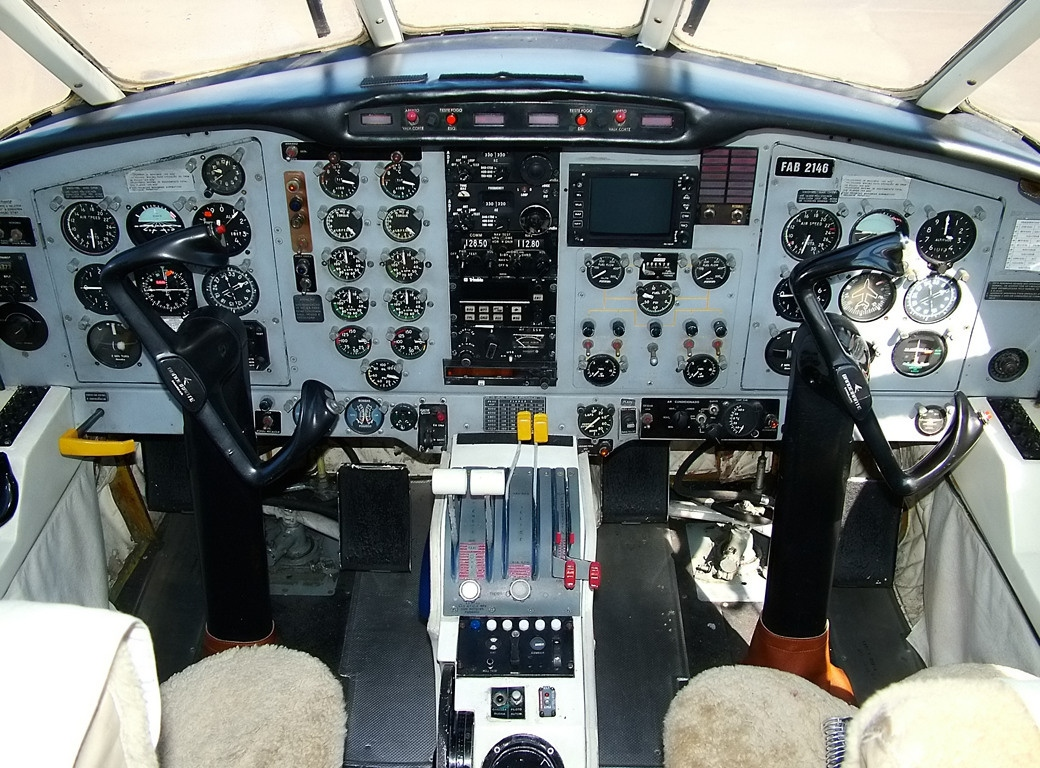
EMB-110のコックピット

CVRとFDRが搭載されていなかったため、AAIBは入手可能な証拠から仮説を立て、検討した。816便の飛行経路から、事故機は左へ何度も旋回していることが分かった。残骸の調査から、左右の推力バランスの不均衡やテロ行為、制御系統の故障が排除され、最終的にパイロットが得ていた機体の姿勢に関する情報が誤っていた、または情報自体を得ることが出来ていなかった事が事故の原因であると推測された。飛行中、副操縦士が交信を担当していたことから、操縦は機長が行っており、機長が参照できる姿勢に関する情報が誤っていたか不十分であったため、何度も左へ旋回したと考えられている。
EMB-110には機長用と副操縦士用の2つの姿勢指示器が搭載されていたが、予備用の物は搭載されていなかった。AAIBは管制官との交信内容から、副操縦士が片方の姿勢指示器が故障したと言ったのか、両方の姿勢指示器が故障したと言ったのか判別を試みたが、不明瞭であったため上手くいかなかった。調査から、事故機が落雷や爆発などに見舞われたということはなく、また電力が最後の瞬間まで供給されていたことが判明した。このことからAAIBは少なくとも片方の姿勢指示器が比較的軽微な問題によって故障した可能性が高いと結論づけている。事故機に搭載されていた姿勢指示器は交換頻度が高かった。これは、オーバーホールの目安が公表されておらず、信頼性が許容できないからだと言われている。
一方で、EMB-110には姿勢指示器の他に旋回傾斜計が搭載されていた。旋回傾斜計は姿勢指示器とは異なる独立した計器で、機体の傾きを判別出来る。調査からこの計器は正常に動作していたが、機長が姿勢指示器のみを参照して旋回傾斜計を見なかった可能性が指摘されている。

### 事故原因
AAIBは最終報告書で、片方、または両方の姿勢指示器が故障したことが事故の原因であると述べた。予備の姿勢指示器が無かったため、どの計器が故障しているかを容易に判別する方法がなく、計器飛行方式で飛行を継続することが出来ず、空間識失調になっていた事もありスパイラル・ダイブに陥ったと結論づけた。
報告書では、片方の姿勢指示器が故障したとしても他の計器を参照しながら飛行を続けることが理論的には可能だったが、そうするには定期的な訓練が必要であり、現時点ではその訓練を課す規則はないと述べた。また、最も効果的な事故の予防策は予備の姿勢指示器を搭載することであると結論づけている。

## 事故後
事故後、遺族らが訴訟を起こしたが最終的に和解した。犠牲者の追悼式が近隣のウィートンで行われている。